# كيفن هولنيس
كيفن هولنيس هو لاعب كرة قدم ومدرب كرة قدم كندي، ولد في 25 سبتمبر 1971 في كينغستون في جامايكا. شارك مع منتخب كندا لكرة القدم. أما مع النوادي، فقد لعب مع إمباكت مونتريال وفانكوفر وايتكابس.

## وصلات خارجية
- كيفن هولنيس على موقع الاتحاد الدولي (مؤرشف)  (الإنجليزية)
- كيفن هولنيس على موقع قاعدة بيانات كرة القدم.إي يو (الإنجليزية)
- كيفن هولنيس على موقع ناشيونال فوتبول تيمز (الإنجليزية)
- كيفن هولنيس على موقع قاعة مشاهير الرياضة في ساسكاتشوان (الإنجليزية)